# Faculté des arts décoratifs et appliqués Ivan Trush de Lviv
La faculté des arts décoratifs et appliqués Ivan Trush de Lviv (ukrainien: Львівський державний коледж декоративного і ужиткового мистецтва імені Івана Труша) est un établissement d'enseignement supérieur ukrainien dans le domaine des arts décoratifs et des arts appliqués, situé au numéro 47 de la rue Snopkivska, dans la ville de Lviv. Elle a été fondée en 1876.
L'édifice, d'architecture Art nouveau, a été conçu par l'architecte polonais Władysław Sadłowski, également concepteur du bâtiment de la gare centrale de Lviv.
La faculté est baptisée du nom d'Ivan Trush (1869-1941), peintre impressionniste ukrainien.